# Из друге димензије
Из друге димензије (енгл. From Beyond) или Од пoзади негде и Од иза је амерички научнофантастични хорор филм редитеља Стјуарта Гордона.

## Радња
Физичар Едвард Преторијус и његов помоћник Крофорд Тилингхаст креирали су апарат – магнетни резонатор који стимулише епифизу и тако вам омогућава да продрете у друге димензије. Међутим, тестови уређаја, током којих нешто страшно продире из друге димензије у наш свет, одводе Крофорда у лудницу. Преторијус је пронађен обезглављен на поду сопствене лабораторије, са главом као да је одврнута од тела.
Оптужбе за убиство падају на помоћ асистента, али он дивља са створењима из другог света. Млади психијатар Кетрин Мекмајкелс жели да дође до дна истине и убеђује Крофорда да настави са тестирањем уређаја, јер у њему види кључ за разоткривање мистерија шизофреније. Кетрин, Крофорд и полицајац Баба Браунли, који их прате, стижу у лабораторију. Укључујући уређај, упознају живог Преторијуса који је дошао из друге димензије, али је већ престао да буде човек. Чудовиште у које се научник претворио опседнуто је само једном жељом: да апсорбује сав живот у нашем свету. Крофорд на време искључује резонатор, али оно што види мења Кетрин. Почиње да се понаша неспутано и чак се облачи у одећу за вежбање садо-мазо игара (у Преторијусовој кући је увек било таквих параферналија, пошто узбуђени мали мозак има узбудљив ефекат на репродуктивни систем).
Када Баба заустави Кетрин док покушава да силује Крофорда, уређај се изненада сам укључује - поцепане и пресечене жице су повезане једна са другом и са резонатором помоћу електричних водова, а полицајац умире од роја „инсеката” који су улетели. са другог света и појели га живог. Од тог тренутка Кетрин и Крофорд губе контролу над експериментом. Уређај се не може искључити. Приликом једног од спонтаних укључивања резонатора, Крофордова епифиза пробија чеону кост, мења се облик његове лобање и он почиње да види све у некој врсти нејасних прелива светлости, полудећи - сада треба да се храни људским мозгом, да би се осећао добро. Кетрин је успела да искључи резонатор, само тако што га је полила пеном из апарата за гашење пожара.
Кетрин и Крофорд завршавају на психијатријској клиници, обоје као пацијенти. Али обоје привлачи непозната сила у резонатор, и обоје беже из клинике. Један је да га поново укључе. Други схвата да им је једини спас да униште лабораторију. Крофорд, захваћен чудовиштем, које изненада испузи из његових уста и бори се све док обојица не постану скелети. Кетрин активира механизам бомбе, трајно уништава резонатор, и бежећи од експлозије, скаче кроз прозор са трећег спрата, ломи ноге и полуди.

## Улоге
| Глумац           | Улога                 |
| ---------------- | --------------------- |
| Кен Фори         | Баба Браунли          |
| Џефри Кумс       | др Крофорд Тилингхаст |
| Барбара Крамптон | др Кетрин Макмајклс   |
| Тед Сорел        | др Едвард Преторијус  |